# 多萝特·施奈德
多萝特·施奈德（德語：Dorothee Schneider，1969年2月17日—），德国女子马术运动员。她曾代表德国参加2012年、2016年和2020年夏季奥林匹克运动会马术比赛，获得二枚金牌和一枚银牌。